# Nate Landwehr
Pour les articles homonymes, voir Landwehr (homonymie).
Nate Landwehr, né le 7 juin 1988 à Clarksville dans l'État du Tennessee, est un pratiquant américain d'arts martiaux mixtes (MMA). Il combat actuellement dans la division des poids plumes de l'Ultimate Fighting Championship.

## Carrière dans les arts martiaux mixtes

### Parcours au sein du M-1 Global (2017-2019)
Nate Landwehr rejoint la fédération russe du M-1 Global (en) en 2017. Il y remporte son premier combat l'opposant à Mikhail Korobkov (ru) par KO au 2e round en septembre 2017. Le mois de novembre suivant, il bat Viktor Kolesnik, alors sur une série de 8 victoires, via décision partagée.
Le 21 juillet 2018, Nate Landwehr devient champion des poids plumes du M-1 Global en vainquant Khamzat Dalgiev (ru) par KO technique au 2e round. L'Américain défend son titre avec succès à deux reprises, la première fois contre Andrey Lezhnev qu'il bat par KO technique, et la seconde fois contre Viktor Kolesnik qu'il défait via décision unanime lors de son ultime combat dans la fédération russe.

### Parcours au sein de l'Ultimate Fighting Championship (2019-)
Nate Landwehr signe avec l'Ultimate Fighting Championship (UFC) en août 2019,.
Il dispute son premier combat dans la fédération le 25 janvier 2020, qu'il perd par KO au 1er round contre Herbert Burns (en), d'un coup de genou à la tête.
Il remporte son premier combat à l'UFC le 16 mai suivant contre le vétéran Darren Elkins (en) via décision unanime au terme d'un combat sanglant,.
Le 20 février 2021, Landwehr s'incline face à Julian Erosa (en) par KO d'un coup de genou volant, après 56 secondes de combat.
Le 16 octobre de la même année, il vient à bout du Slovaque Ľudovít Klein (en) via soumission par étranglement anaconda au 3e round.
Le 13 août 2022, il vainc David Onama via décision majoritaire au terme d'un combat sacré Combat de la soirée et regardé comme classique instantané,.
Le 25 mars 2023, il bat Austin Lingo (en) en le soumettant à la 4e minute du 2e round.
Le 10 juin suivant, le natif de Clarksville s'incline face à Dan Ige (en), classé 13e de la catégorie, par décision unanime.
Le 30 mars 2024, Nate Landwehr s'impose contre Jamall Emmers (en) par KO, avec un uppercut, à la fin du 1er round.
Le 7 décembre suivant, il est défait par le Sud-coréen Choi Doo-ho (en) par KO technique au 3e round à la suite d'une série de coups de coude portée au sol.

## Palmarès en arts martiaux mixtes
| 25 combats     | 18 victoires | 7 défaites |
| Par KO         | 9            | 4          |
| Par soumission | 2            | 1          |
| Sur décision   | 7            | 2          |

| Résultat | Record | Adversaire       | Méthode                            | Événement                                 | Date              | Round | Temps | Lieu                                    | Notes                                             |
| -------- | ------ | ---------------- | ---------------------------------- | ----------------------------------------- | ----------------- | ----- | ----- | --------------------------------------- | ------------------------------------------------- |
| Défaite  | 18–7   | Morgan Charrière | TKO (coups de poings)              | UFC sur ESPN : Lewis contre Teixeira      | 12 juillet 2025   | 3     | 0:27  | Nashville, Tennessee, États-Unis        | Combat de la soirée.                              |
| Défaite  | 18–6   | Choi Doo-ho      | TKO (coups de coude)               | UFC 310: Pantoja vs. Asakura              | 7 décembre 2024   | 3     | 3:21  | Las Vegas, Nevada, États-Unis           |                                                   |
| Victoire | 18–5   | Jamall Emmers    | KO (coup de poing)                 | UFC on ESPN: Blanchfield vs. Fiorot       | 30 mars 2024      | 1     | 4:43  | Atlantic City, New Jersey, États-Unis   | Performance de la soirée.                         |
| Défaite  | 17–5   | Dan Ige          | Décision unanime                   | UFC 289: Nunes vs. Aldana                 | 10 juin 2023      | 3     | 5:00  | Vancouver, Colombie-Britannique, Canada |                                                   |
| Victoire | 17–4   | Austin Lingo     | Soumission (étranglement arrière)  | UFC on ESPN: Vera vs. Sandhagen           | 25 mars 2023      | 2     | 4:11  | San Antonio, Texas, États-Unis          | Performance de la soirée.                         |
| Victoire | 16–4   | David Onama      | Décision majoritaire               | UFC on ESPN: Vera vs. Cruz                | 13 août 2022      | 3     | 5:00  | San Diego, Californie, États-Unis       | Combat de la soirée.                              |
| Victoire | 15–4   | Ľudovít Klein    | Soumission (étranglement anaconda) | UFC Fight Night: Ladd vs. Dumont          | 16 octobre 2021   | 3     | 2:22  | Las Vegas, Nevada, États-Unis           | Performance de la soirée.                         |
| Défaite  | 14–4   | Julian Erosa     | TKO (coup de genou volant)         | UFC Fight Night: Blaydes vs. Lewis        | 20 février 2021   | 1     | 0:56  | Las Vegas, Nevada, États-Unis           |                                                   |
| Victoire | 14–3   | Darren Elkins    | Décision unanime                   | UFC on ESPN: Overeem vs. Harris           | 16 mai 2020       | 3     | 5:00  | Jacksonville, Floride, États-Unis       |                                                   |
| Défaite  | 13-3   | Herbert Burns    | KO (coup de genou)                 | UFC Fight Night: Blaydes vs. dos Santos   | 25 janvier 2020   | 1     | 2:43  | Raleigh, Caroline du Nord, États-Unis   |                                                   |
| Victoire | 13–2   | Viktor Kolesnik  | Décision unanime                   | M-1 Challenge 102: Rakhmonov vs. Lacerda  | 28 juin 2019      | 5     | 5:00  | Nour-Soultan, Kazakhstan                | Défend le titre des poids plumes du M-1 Global.   |
| Victoire | 12–2   | Andrey Lezhnev   | TKO (coups de poing)               | M-1 Challenge 100: Battle in Atyrau       | 15 décembre 2018  | 3     | 3:10  | Atyraou, Kazakhstan                     | Défend le titre des poids plumes du M-1 Global.   |
| Victoire | 11–2   | Khamzat Dalgiev  | TKO (coups de poing)               | M-1 Challenge 95: Landwehr vs Dalgiev     | 21 juillet 2018   | 2     | 4:35  | Targim, Ingouchie, Russie               | Remporte le titre des poids plumes du M-1 Global. |
| Victoire | 10–2   | Viktor Kolesnik  | Décision partagée                  | M-1 Challenge 85: Ismagulov vs. Matias    | 10 novembre 2017  | 3     | 5:00  | Moscou, Russie                          |                                                   |
| Victoire | 9–2    | Mikhail Korobkov | KO (coups de poing)                | M-1 Challenge 83: Ragozin vs. Halsey      | 23 septembre 2017 | 2     | 1:31  | Kazan, Tatarstan, Russie                |                                                   |
| Victoire | 8–2    | Solon Staley     | Décision unanime                   | A&A Fight Time: November to Remember      | 5 novembre 2016   | 3     | 5:00  | Clarksville, Tennessee, États-Unis      |                                                   |
| Victoire | 7–2    | Diego Saraiva    | TKO (coups de poing)               | A&A Fight Time: A Night of Explosions     | 12 mars 2016      | 1     | 4:47  | Clarksville, Tennessee, États-Unis      |                                                   |
| Défaite  | 6–2    | Mark Cherico     | Soumission (étranglement arrière)  | GOTC MMA 19: Cherico vs. Landwehr         | 11 avril 2015     | 2     | 1:34  | Cheswick, Pennsylvanie, États-Unis      | pour le titre vacant des poids plumes du GOTC.    |
| Victoire | 6–1    | Anthony Jones    | TKO (coups de poing)               | State Line Promotions: BMF Invitational 6 | 15 février 2015   | 2     | 3:03  | Clarksville, Tennessee, États-Unis      |                                                   |
| Victoire | 5–1    | Justin Steave    | Décision unanime                   | GOTC MMA 15: Harris vs. Edwards           | 24 janvier 2015   | 3     | 5:00  | Williamsport, Pennsylvanie, États-Unis  |                                                   |
| Victoire | 4–1    | Adam Townsend    | Décision partagée                  | 3FC 20: Townsend vs. Landwehr             | 1er février 2014  | 5     | 5:00  | Pigeon Forge, Tennessee, États-Unis     |                                                   |
| Victoire | 3–1    | Keith Richardson | KO (coup de poing)                 | XFC 26: Night of Champions 3              | 18 octobre 2013   | 1     | 4:43  | Nashville, Tennessee, États-Unis        |                                                   |
| Défaite  | 2–1    | D'Juan Owens     | Décision unanime                   | XFC 22: Crossing the Line                 | 22 février 2013   | 3     | 5:00  | Charlotte, Caroline du Nord, États-Unis |                                                   |
| Victoire | 2–0    | Chris Wright     | TKO (coups de poing)               | XFC 20: High Octane                       | 28 septembre 2012 | 2     | 3:56  | Knoxville, Tennessee, États-Unis        |                                                   |
| Victoire | 1–0    | Billy Mullins    | KO (coup de poing)                 | XFC 18: Music City Mayhem                 | 22 juin 2012      | 2     | 1:21  | Nashville, Tennessee, États-Unis        |                                                   |